# 39-та паралель південної широти
39-та паралель південної широти — лінія широти, що лежить на 39 градусів південніше земної екваторіальної площини. Вона проходить через Атлантичний океан, Індійський океан, Австралазію, Тихий океан та Південну Америку.

## Список географічних об'єктів, що перетинає 39° пд. ш.
Починаючи з Гринвіцького меридіану та рухаючись на схід, 39-та паралель південної широти проходить через:
| Координати                                                   | Країна, територія або море | Примітки |
| ------------------------------------------------------------ | -------------------------- | --- |
| 39°0′ пд. ш. 0°0′ сх. д. / 39.000° пд. ш. 0.000° сх. д.      | Атлантичний океан          | |
| 39°0′ пд. ш. 20°0′ сх. д. / 39.000° пд. ш. 20.000° сх. д.    | Індійський океан           | Проходить південніше острова Сен-Поль, Французькі Південні і Антарктичні Території                                                                                                  |
| 39°0′ пд. ш. 143°30′ сх. д. / 39.000° пд. ш. 143.500° сх. д. | Бассова протока            | |
| 39°0′ пд. ш. 146°15′ сх. д. / 39.000° пд. ш. 146.250° сх. д. | Австралія                  | Вікторія — проходить через півострів Вільсонс-Промонторі |
| 39°0′ пд. ш. 146°27′ сх. д. / 39.000° пд. ш. 146.450° сх. д. | Тасманове море             | |
| 39°0′ пд. ш. 174°10′ сх. д. / 39.000° пд. ш. 174.167° сх. д. | Нова Зеландія              | Проходить через Північний острів Таранакі – проходить через Ваїтару[en] Манавату-Вангануї Ваїкато – проходить південніше Турангі[en] Затока Пленті[en] — приблизно на 2 км Гокс-Бей |
| 39°0′ пд. ш. 177°53′ сх. д. / 39.000° пд. ш. 177.883° сх. д. | Тихий океан                | |
| 39°0′ пд. ш. 73°19′ зх. д. / 39.000° пд. ш. 73.317° зх. д.   | Чилі                       | Арауканія — проходить через Теодоро-Шмідт та вулкан Солліпуллі[en] |
| 39°0′ пд. ш. 71°28′ зх. д. / 39.000° пд. ш. 71.467° зх. д.   | Аргентина                  | Неукен Ріо-Негро – проходить південніше Неукена та північніше Хенераль-Рока[en] Ла-Пампа Буенос-Айрес — проходить південніше Баїя-Бланки                                            |
| 39°0′ пд. ш. 62°0′ зх. д. / 39.000° пд. ш. 62.000° зх. д.    | Атлантичний океан          | |